# Złoty Glob dla najlepszej aktorki w filmie komediowym lub musicalu
Złote Globy dla najlepszej aktorki w komedii lub musicalu – kategoria Złotych Globów, przyznawana od 1951 roku jako przez Hollywoodzkie Stowarzyszenie Prasy Zagranicznej akredytowanych w Hollywood. Powstała wskutek podziału nagrody za główną rolę kobiecą na dramat oraz komedię/musical.
Laureatki są zaznaczone pogrubionym drukiem. Obok nich podane są role, za jaką otrzymały nagrodę.

## Lata 50.
1950: Judy Holliday – Urodzeni wczoraj jako Emma „Billie” Dawn

nominacje:
- Spring Byington – Louisa jako Louisa Norton
- Betty Hutton – Rekord Annie jako Annie Oakley

1951: June Allyson – Too Young to Kiss jako Cynthia Potter
1952: Susan Hayward – Z pieśnią w sercu jako Jane Froman

nominacje:
- Katharine Hepburn – Pat i Mike jako Patricia „Pat” Pemberton
- Ginger Rogers – Małpia kuracja jako Edwina Fulton

1953: Ethel Merman – Call Me Madam jako Sally Adams
1954: Judy Garland – Narodziny gwiazdy jako Vicki Lester
1955: Jean Simmons – Faceci i laleczki jako siostra Sarah Brown
1956: Deborah Kerr – Król i ja jako Anna Leonowens

nominacje:
- Judy Holliday – Solid Gold Cadillac jako Laura Partridge
- Machiko Kyō – Herbaciarnia „Pod Księżycem” jako Lotus Blossom
- Marilyn Monroe – Przystanek autobusowy jako Cherie
- Debbie Reynolds – Bundle of Joy jako Polly Parish

1957: nagroda ex aequo:
- Taina Elg – Roztańczone dziewczyny jako Angele
- Kay Kendall – Roztańczone dziewczyny jako Sybil Wren

nominacje:
- Cyd Charisse – Jedwabne pończoszki jako Ninoczka Joszenko
- Audrey Hepburn – Miłość po południu jako Ariane Chavasse/Dziewczyna
- Jean Simmons – Ta noc jako Anne Leeds

1958: Rosalind Russell – Ciotka Mame jako Mame Dennis

nominacje:
- Ingrid Bergman – Niedyskrecja jako Anna Kalman
- Leslie Caron – Gigi jako Gilberte „Gigi”
- Doris Day – Tunnel of Love jako Isolde Poole
- Mitzi Gaynor – Południowy Pacyfik jako Nellie Forbush

1959: Marilyn Monroe – Pół żartem, pół serio jako Sugar Kane

nominacje:
- Dorothy Dandridge – Porgy i Bess jako Bess
- Doris Day – Telefon towarzyski jako Jan Morrow
- Shirley MacLaine – Jak zdobyć męża jako Meg Wheeler
- Lilli Palmer – But Not for Me jako Kathryn Ward

## Lata 60.
1960: Shirley MacLaine – Garsoniera jako Fran Kubelik

nominacje:
- Lucille Ball – The Facts of Life jako Kitty Weaver
- Capucine – Pieśń bez końca jako księżna Carolyne Wittgenstein
- Judy Holliday – Telefony, telefony jako Ella Peterson
- Sophia Loren – Zaczęło się w Neapolu jako Lucia Curcio

1961: Rosalind Russell – Majority of One jako Bertha Jacoby

nominacje:
- Bette Davis – Arystokracja podziemi jako Apple Annie
- Audrey Hepburn – Śniadanie u Tiffany’ego jako Holly Golightly
- Hayley Mills – Rodzice, miejcie się na baczności jako Sharon McKendrick/Susan Evers
- Miyoshi Umeki – Flower Drum Song jako Linda Low

1962: Rosalind Russell – Cyganka jako Rose Hovick

nominacje:
- Doris Day – Bajeczny cyrk Billy Rose jako Kitty Wonder
- Jane Fonda – Okres przygotowawczy jako Isabel Haverstick
- Shirley Jones – Muzyk jako Marian Paroo
- Natalie Wood – Cyganka jako Louise „Gypsy Rose Lee” Hovick

1963: Shirley MacLaine – Słodka Irma jako Słodka Irma

nominacje:
- Doris Day – Posuń się kochanie jako Ellen Wagstaff Arden
- Audrey Hepburn – Szarada jako Regina „Reggie” Lampert
- Jill St. John – Przyjdź i zadmij w róg jako Peggy John
- Ann-Margret – Bye Bye Birdie jako Kim McAfee
- Hayley Mills – Summer Magic jako Nancy Carey
- Molly Picon – Przyjdź i zadmij w róg jako Sophie Baker
- Joanne Woodward – Nowy rodzaj miłości jako Samantha (Sam) Blake/Mimi

1964: Julie Andrews – Mary Poppins jako Mary Poppins

nominacje:
- Audrey Hepburn – My Fair Lady jako Eliza Doolittle
- Sophia Loren – Małżeństwo po włosku jako Filumena Marturano
- Melina Mercouri – Topkapi jako Elizabeth Lipp
- Debbie Reynolds – Niezatapialna Molly Brown jako Molly Brown

1965: Julie Andrews – Dźwięki muzyki jako Maria Augusta von Trapp

nominacje:
- Jane Fonda – Kasia Ballou jako Kasia Ballou
- Barbara Harris – Tysiąc klownów jako dr Sandra „Sandy” Markowitz
- Rita Tushingham – Sposób na kobiety jako Nancy Jones
- Natalie Wood – Ciemna strona sławy jako Daisy Clover

1966: Lynn Redgrave – Georgy Girl jako Georgy

nominacje:
- Jane Fonda – W każdą środę jako Ellen Gordon
- Elizabeth Hartman – Jesteś już mężczyzną jako Barbara Darling
- Shirley MacLaine – Gambit jako Nicole Chang
- Vanessa Redgrave – Morgan: przypadek do leczenia jako Leonie Delt

1967: Anne Bancroft – Absolwent jako pani Robinson

nominacje:
- Julie Andrews – Na wskroś nowoczesna Millie jako Millie Dillmount
- Audrey Hepburn – Dwoje na drodze jako Joanna Wallace
- Shirley MacLaine – Siedem razy kobieta jako Paulette/Maria Teresa/Linda/Edith/Eve Minou/Marie/Jeanne
- Vanessa Redgrave – Camelot jako Ginewra

1968: Barbra Streisand – Zabawna dziewczyna jako Fanny Brice

nominacje:
- Julie Andrews – Gwiazda! jako Gertrude Lawrence
- Lucille Ball – Twoje, moje i nasze jako Helen North Beardsley
- Petula Clark – Tęcza Finiana jako Sharon McLonergan
- Gina Lollobrigida – Dobranoc, signora Campbell jako Carla Campbell

1969: Patty Duke – Ja, Natalia jako Natalie Miller

nominacje:
- Ingrid Bergman – Kwiat kaktusa jako Stephanie Dickinson
- Dyan Cannon – Bob i Carol i Ted i Alice jako Alice Henderson
- Kim Darby – Generation jako Doris Bolton Owen
- Mia Farrow – John i Mary jako Mary
- Shirley MacLaine – Słodka Charity jako Charity Hope Valentine
- Anna Magnani – Tajemnica Santa Vittoria jako Rosa
- Barbra Streisand – Hello, Dolly! jako Dolly Levi

## Lata 70.
1970: Carrie Snodgress – Pamiętnik szalonej gospodyni jako Tina Balser

nominacje:
- Julie Andrews – Urocza Lili jako Lili Smith
- Sandy Dennis – Za miastem jako Gwen Kellerman
- Angela Lansbury – Coś dla każdego jako hrabina Herthe von Ornstein
- Barbra Streisand – Puchacz i Kotka jako Doris

1971: Twiggy – Boy Friend jako Polly Browne

nominacje:
- Sandy Duncan – Star Spangled Girl jako Amy Cooper
- Ruth Gordon – Harold i Maude jako Maude
- Angela Lansbury – Gałki od łóżka i kije od miotły jako pani Price
- Elaine May – Bogata, wolna, samotna jako Henrietta Lowell

1972: Liza Minnelli – Kabaret jako Sally Bowles

nominacje:
- Carol Burnett – Pete i Tillie jako Tillie
- Goldie Hawn – Motyle są wolne jako Jill Tanner
- Juliet Mills – Avanti! jako Pamela Piggott
- Maggie Smith – Podróże z moją ciotką jako Augusta Bertram

1973: Glenda Jackson – Miłość w godzinach nadliczbowych jako Vicky Allesio

nominacje:
- Yvonne Elliman – Jesus Christ Superstar jako Maria Magdalena
- Cloris Leachman – Charley and the Angel jako Nettie Appleby
- Tatum O’Neal – Papierowy księżyc jako Addie Loggins
- Liv Ullmann – Czterdzieści karatów jako Ann Stanley

1974: Raquel Welch – Trzej muszkieterowie jako Constance Bonacieux

nominacje:
- Lucille Ball – Mame jako Mame Dennis
- Diahann Carroll – Claudine jako Claudine
- Helen Hayes – Garbi znowu w trasie jako pani Steinmetz
- Cloris Leachman – Młody Frankenstein jako Frau Blücher

1975: Ann Margaret – Tommy jako Nora Walker-Hobbs

nominacje:
- Julie Christie – Szampon jako Jackie Shawn
- Goldie Hawn – Szampon jako Jill
- Liza Minnelli – Szczęściara jako Claire
- Barbra Streisand – Zabawna dama jako Fanny Brice

1976: Barbra Streisand – Narodziny gwiazdy jako Esther Hoffman

nominacje:
- Jodie Foster – Zwariowany piątek jako Annabel
- Barbara Harris – Intryga rodzinna jako Blanche Tyler
- Barbara Harris – Zwariowany piątek jako pani Andrews
- Goldie Hawn – Księżna i błotny lis jako Amanda Quaid/Księżna Swansbury
- Rita Moreno – Ritz jako Googie Gomez

1977: nagroda ex aequo:

- Diane Keaton – Annie Hall jako Annie Hall
- Marsha Mason – Dziewczyna na pożegnanie jako Paula McFadden

nominacje:
- Sally Field – Mistrz kierownicy ucieka jako Carrie
- Liza Minnelli – New York, New York jako Francine Evans
- Lily Tomlin – Ostatni seans jako Margo Sperling

1978: nagroda ex aequo:
- Ellen Burstyn – Za rok o tej samej porze jako Doris
- Maggie Smith – Suita kalifornijska jako Diane Barrie

nominacje:
- Jacqueline Bisset – Kto wykańcza europejską kuchnię? jako Natasha O’Brien
- Goldie Hawn – Nieczyste zagranie jako Gloria Mundy
- Olivia Newton-John – Grease jako Sandy Olsson

1979: Bette Midler – Róża jako Mary Rose Foster

nominacje:
- Julie Andrews – 10 jako Samantha Taylor
- Jill Clayburgh – Zacznijmy od nowa jako Marilyn Holmberg
- Shirley MacLaine – Wystarczy być jako Eve Rand
- Marsha Mason – Rozdział drugi jako Jennie MacLaine

## Lata 80.
1980: Sissy Spacek – Córka górnika jako Loretta Lynn

nominacje:
- Irene Cara – Sława jako Coco
- Goldie Hawn – Szeregowiec Benjamin jako Judy Benjamin
- Bette Midler – Boskie szaleństwo jako Bette Midler / Boska Pani M
- Dolly Parton – Od dziewiątej do piątej jako Doralee Rhodes

1981: Bernadette Peters – Grosz z nieba jako Eileen

nominacje:
- Blair Brown – Przez kontynent jako Nell Porter
- Carol Burnett – Cztery pory roku jako Kate Burroughs
- Jill Clayburgh – Pierwszy poniedziałek października jako Ruth Loomis
- Liza Minnelli – Artur jako Linda Marolla

1982: Julie Andrews – Victor/Victoria jako Victoria Grant

nominacje:
- Carol Burnett – Annie jako Agatha Hannigan
- Sally Field – Pocałuj mnie na do widzenia jako Kay Villano
- Goldie Hawn – Najlepsi przyjaciele jako Paula McCullen
- Dolly Parton – Najlepszy mały burdelik w Teksasie jako Mona Stangley
- Aileen Quinn – Annie jako Annie Bennet

1983: Julie Walters – Edukacja Rity jako Rita

nominacje:
- Anne Bancroft – Być albo nie być jako Anna Bronski
- Jennifer Beals – Flashdance jako Alexandra „Alex” Owens
- Linda Ronstadt – Piraci z Penzance jako Mabel
- Barbra Streisand – Yentl jako Yentl Mendel

1984: Kathleen Turner – Miłość, szmaragd i krokodyl jako Joan Wilder

nominacje:
- Anne Bancroft – Garbo mówi jako Estelle Rolfe
- Mia Farrow – Danny Rose z Broadwayu jako Tina
- Shelley Long – Różnice nie do pogodzenia jako Lucy Van Patten Brodsky
- Lily Tomlin – Dwoje we mnie jako Edwina Cutwater

1985: Kathleen Turner – Honor Prizzich jako Irene Walker

nominacje:
- Rosanna Arquette – Rozpaczliwie poszukując Susan jako Roberta Glass
- Glenn Close – Maxie jako Jan / Maxie
- Mia Farrow – Purpurowa róża z Kairu jako Cecilia
- Sally Field – Romans Murphy’ego jako Emma Moriarty

1986: Sissy Spacek – Zbrodnie serca jako Babe Magrath Botrelle

nominacje:
- Julie Andrews – Takie jest życie jako Gillian Fairchild
- Melanie Griffith – Dzika namiętność jako Audrey Hankel
- Bette Midler – Włóczęga z Beverly Hills jako Barbara Whiteman
- Kathleen Turner – Peggy Sue wyszła za mąż jako Peggy Sue

1987: Cher – Wpływ księżyca jako Loretta Castorini

nominacje:
- Jennifer Grey – Dirty Dancing jako Frances „Baby” Houseman
- Holly Hunter – Telepasja jako Jane Craig
- Diane Keaton – Baby Boom jako J.C. Wiatt
- Bette Midler – Zwariowane szczęście jako Sandy Brozinsky

1988: Melanie Griffith – Pracująca dziewczyna jako Tess McGill

nominacje:
- Jamie Lee Curtis – Rybka zwana Wandą jako Wanda Gershwitz
- Amy Irving – Zmień kapelusz jako Isabelle
- Michelle Pfeiffer – Poślubiona mafii jako Angela de Marco
- Susan Sarandon – Byki z Durham jako Annie Savoy

1989: Jessica Tandy – Wożąc panią Daisy jako Daisy Werthan

nominacje:
- Pauline Collins – Shirley Valentine jako Shirley Valentine
- Meg Ryan – Kiedy Harry poznał Sally jako Sally
- Meryl Streep – Diablica jako Mary Fisher
- Kathleen Turner – Wojna państwa Rose jako Barbara Rose

## Lata 90.
1990: Julia Roberts – Pretty Woman jako Vivian Ward

nominacje:
- Mia Farrow – Alicja jako Alice Tate Smith
- Andie MacDowell – Zielona karta jako Brontë Parrish
- Demi Moore – Uwierz w ducha jako Molly Jensen
- Meryl Streep – Pocztówki znad krawędzi jako Suzanne

1991: Bette Midler – Dla naszych chłopców jako Dixie Leonard

nominacje:
- Ellen Barkin – Switch: Trudno być kobietą jako Amanda Brooks
- Kathy Bates – Smażone zielone pomidory jako Evelyn Couch
- Anjelica Huston – Rodzina Addamsów jako Morticia Addams
- Michelle Pfeiffer – Frankie i Johnny jako Frankie

1992: Miranda Richardson – Czarowny kwiecień jako Rose Arbuthnot

nominacje:
- Geena Davis – Ich własna liga jako Dottie Hinson
- Whoopi Goldberg – Zakonnica w przebraniu jako Deloris Van Cartier
- Shirley MacLaine – Druga miłość jako Pearl Berman
- Meryl Streep – Ze śmiercią jej do twarzy jako Madeline Ashton

1993: Angela Bassett – Tina jako Tina Turner

nominacje:
- Stockard Channing – Szósty stopień oddalenia jako Ouisa Kittredge
- Anjelica Huston – Rodzina Addamsów II jako Morticia Addams
- Diane Keaton – Tajemnica morderstwa na Manhattanie jako Carol Lipton
- Meg Ryan – Bezsenność w Seattle jako Annie Reed

1994: Jamie Lee Curtis – Prawdziwe kłamstwa jako Helen Tasker

nominacje:
- Geena Davis – Miłosne wybory jako Julia Mann
- Andie MacDowell – Cztery wesela i pogrzeb jako Carrie
- Shirley MacLaine – Strażnik pierwszej damy jako Tess Carlisle
- Emma Thompson – Junior jako dr Diana Redding

1995: Nicole Kidman – Za wszelką cenę jako Suzanne Stone

nominacje:
- Annette Bening – Miłość w Białym Domu jako Sydney Ellen Wade
- Sandra Bullock – Ja cię kocham, a ty śpisz jako Lucy Ellenore Moderatz
- Toni Collette – Wesele Muriel jako Muriel Heslop
- Vanessa Redgrave – Miesiąc nad jeziorem jako pani Bentley

1996: Madonna – Evita jako Evita Perón

nominacje:
- Glenn Close – 101 dalmatyńczyków jako Cruella de Vil
- Frances McDormand – Fargo jako Marge Gunderson
- Debbie Reynolds – Mamuśka jako Beatrice Henderson
- Barbra Streisand – Miłość ma dwie twarze jako Rose Morgan

1997: Helen Hunt – Lepiej być nie może jako Carol Connelly

nominacje:
- Joey Lauren Adams – W pogoni za Amy jako Alyssa Jones
- Pam Grier – Jackie Brown jako Jackie Brown
- Jennifer Lopez – Selena jako Selena
- Julia Roberts – Mój chłopak się żeni jako Julianne Potters

1998: Gwyneth Paltrow – Zakochany Szekspir jako Viola

nominacje:
- Cameron Diaz – Sposób na blondynkę jako Mary Jensen
- Jane Horrocks – O mały głos jako Laura
- Christina Ricci – Wojna płci jako Deedee Truitt
- Meg Ryan – Masz wiadomość jako Kathleen Kelly

1999: Janet McTeer – Niesione wiatrem jako Mary Jo Walker

nominacje:
- Julianne Moore – Idealny mąż jako Laura Cheveley
- Julia Roberts – Notting Hill jako Anna Scott
- Sharon Stone – Muza jako Sarah Little
- Reese Witherspoon – Wybory jako Tracy Flick

## 2000–2009
2000: Renée Zellweger – Siostra Betty jako Betty Sizemore

nominacje:
- Juliette Binoche – Czekolada jako Vianne Rocher
- Brenda Blethyn – Joint Venture jako Grace Trevethyn
- Sandra Bullock – Miss Agent jako Gracie Hart
- Tracey Ullman – Drobne cwaniaczki jako Frenchy

2001: Nicole Kidman – Moulin Rouge! jako Satine

nominacje:
- Thora Birch – Ghost World jako Enid
- Cate Blanchett – Włamanie na śniadanie jako Kate Wheeler
- Reese Witherspoon – Legalna blondynka jako Elle Woods
- Renée Zellweger – Dziennik Bridget Jones jako Bridget Jones

2002: Renée Zellweger – Chicago jako Roxie Hart

nominacje:
- Maggie Gyllenhaal – Sekretarka jako Lee Holloway
- Goldie Hawn – Siostrzyczki jako Suzette
- Nia Vardalos – Moje wielkie greckie wesele jako Toula Portokalos
- Catherine Zeta-Jones – Chicago jako Velma Kelly

2003: Diane Keaton – Lepiej późno niż później jako Erica Jane Barry

nominacje:
- Jamie Lee Curtis – Zakręcony piątek jako Tess Coleman
- Scarlett Johansson – Między słowami jako Charlotte
- Diane Lane – Pod słońcem Toskanii jako Frances
- Helen Mirren – Dziewczyny z kalendarza jako Chris Harper

2004: Annette Bening – Julia jako Julia Lambert

nominacje:
- Ashley Judd – De-Lovely jako Linda Porter
- Emmy Rossum – Upiór w operze jako Christine Daaé
- Kate Winslet – Zakochany bez pamięci jako Clementine Kruczynski
- Renée Zellweger – Bridget Jones: W pogoni za rozumem jako Bridget Jones

2005: Reese Witherspoon – Spacer po linie jako June Carter

nominacje:
- Judi Dench – Pani Henderson jako Laura Henderson
- Keira Knightley – Duma i uprzedzenie jako Elizabeth Bennet
- Laura Linney – Walka żywiołów jako Joan Berkman
- Sarah Jessica Parker – Rodzinny dom wariatów jako Meredith Morton

2006: Meryl Streep – Diabeł ubiera się u Prady jako Miranda Priestly

nominacje:
- Annette Bening – Biegając z nożyczkami jako Deirdre Burroughs
- Toni Collette – Mała miss jako Sheryl Hoover
- Beyoncé Knowles – Dreamgirls jako Deena Jones
- Renée Zellweger – Miss Potter jako Beatrix Potter

2007: Marion Cotillard – Niczego nie żałuję – Edith Piaf jako Édith Piaf

nominacje:
- Amy Adams – Zaczarowana jako Giselle
- Nikki Blonsky – Lakier do włosów jako Tracy Turnblad
- Helena Bonham Carter – Sweeney Todd: Demoniczny golibroda z Fleet Street jako pani Lovett
- Ellen Page – Juno jako Juno MacGuff

2008: Sally Hawkins – Happy-Go-Lucky, czyli co nas uszczęśliwia jako Poppy

nominacje:
- Rebecca Hall – Vicky Cristina Barcelona jako Vicky
- Frances McDormand – Tajne przez poufne jako Linda Litzke
- Meryl Streep – Mamma Mia! jako Donna Sheridan
- Emma Thompson – Po prostu miłość jako Kate Walker

2009: Meryl Streep – Julie i Julia jako Julia Child

nominacje:
- Sandra Bullock – Narzeczony mimo woli jako Margaret Tate
- Marion Cotillard – Dziewięć jako Luisa Contini
- Julia Roberts – Gra dla dwojga jako Claire Stenwick
- Meryl Streep – To skomplikowane jako Jane Adler

## 2010–2019
2010: Annette Bening – Wszystko w porządku jako Nic

nominacje:
- Anne Hathaway – Miłość i inne używki jako Maggie Murdock
- Angelina Jolie – Turysta jako Elise Ward
- Julianne Moore – Wszystko w porządku jako Jules
- Emma Stone – Łatwa dziewczyna jako Olive Penderghast

2011: Michelle Williams – Mój tydzień z Marilyn jako Marilyn Monroe

nominacje:
- Kate Winslet – Rzeź jako Nancy Cowan
- Jodie Foster – Rzeź jako Penelope Longstreet
- Charlize Theron – Kobieta na skraju dojrzałości jako Mavis Gary
- Kristen Wiig – Druhny jako Annie

2012: Jennifer Lawrence – Poradnik pozytywnego myślenia jako Tiffany Maxwell

nominacje:
- Emily Blunt – Połów szczęścia w Jemenie jako Harriet Chetwode-Talbot
- Judi Dench – Hotel Marigold jako Evelyn Greenslade
- Maggie Smith – Kwartet jako Jean Horton
- Meryl Streep – Dwoje do poprawki jako Kay Soames

2013: Amy Adams – American Hustle jako Sydney Prosser

nominacje:
- Julie Delpy – Przed północą jako Céline Wallace
- Greta Gerwig – Frances Ha jako Frances Halliday
- Julia Louis-Dreyfus – Ani słowa więcej jako Eva Henderson
- Meryl Streep – Sierpień w hrabstwie Osage jako Violet Weston

2014: Amy Adams – Wielkie oczy jako Margaret Keane

nominacje:
- Emily Blunt – Tajemnice lasu jako żona piekarza
- Helen Mirren – Podróż na sto stóp jako madame Mallory
- Julianne Moore – Mapy gwiazd jako Havana Segrand
- Quvenzhané Wallis – Annie jako Annie Bennett

2015: Jennifer Lawrence – Joy jako Joy Mangano

nominacje:
- Melissa McCarthy – Agentka jako Susan Cooper
- Amy Schumer – Wykolejona jako Amy Townsend
- Maggie Smith – Dama w vanie jako Mary Shepherd
- Lily Tomlin – Babka jako Elle Reid

2017: Saoirse Ronan – Lady Bird jako Christine „Lady Bird” McPherson

nominacje:
- Judi Dench – Powiernik królowej jako Wiktoria Hanowerska
- Helen Mirren – Ella i John jako Ella
- Margot Robbie – Jestem najlepsza. Ja, Tonya jako Tonya Harding
- Emma Stone – Wojna płci jako Billie Jean King

2018: Olivia Colman – Faworyta jako Anna Stuart

nominacje:
- Emily Blunt – Mary Poppins powraca jako Mary Poppins
- Elsie Fisher – Eighth Grade jako Kayla Day
- Charlize Theron – Tully jako Marlo Moreau
- Constance Wu – Bajecznie bogaci Azjaci jako Rachel Chu

2019: Awkwafina – Kłamstewko jako Billi

nominacje:
- Ana de Armas – Na noże jako Marta Cabrera
- Cate Blanchett – Gdzie jesteś, Bernadette? jako Bernadette Fox
- Beanie Feldstein – Szkoła melanżu jako Molly
- Emma Thompson – Late Night jako Katherine

## 2020–2029
2020: Rosamund Pike – O wszystko zadbam jako Marla Grayson

nominacje:
- Marija Bakałowa – Kolejny film o Boracie jako Tutar Sagdiyev
- Kate Hudson – Music jako Kazu Gamble
- Michelle Pfeiffer – Francuskie wyjście jako Frances Price
- Anya Taylor-Joy – Emma jako Emma Woodhouse

2021: Rachel Zegler – West Side Story jako María Vasquez

nominacje:
- Marion Cotillard – Annette jako Ann Defrasnoux
- Alana Haim – Licorice Pizza jako Alana Kane
- Jennifer Lawrence – Nie patrz w górę jako Kate Dibiasky
- Emma Stone – Cruella jako Estella/Cruella de Vil